# کیانا پالاسیوس
کیانا پالاسیوس (انگلیسی: Kiana Palacios؛ زادهٔ ۱ اکتبر ۱۹۹۶) بازیکن فوتبال اهل مکزیک است.
از باشگاه‌هایی که در آن بازی کرده‌است می‌توان به باشگاه فوتبال زنان رئال سوسیداد اشاره کرد.
وی همچنین در تیم‌های ملی فوتبال Mexico women's national under-20 football team و زنان مکزیک بازی کرده‌است.